# Pogubie Wielkie
Pogubie Wielkie – jezioro położone na Równinie Mazurskiej, na terenie Puszczy Piskiej, na południowy zachód od Pisza, w pobliżu wsi Pogobie Średnie (gmina Pisz, powiat piski, województwo warmińsko-mazurskie).
Jezioro typu polimiktycznego o mało urozmaiconym kształcie oraz słabo zróżnicowanym dnie. W północnej części jeziora znajduje się wyspa Ostrów Wielki o pow. 21 ha. Akwen w przeważającej części otaczają lasy (około 95%, pozostałe 5% stanowią łąki i pastwiska). Brzegi bagienne, trudno dostępne. Taflę jeziora pokrywa roślinność wodna. Głównym dopływem jeziora jest rzeka Rybnica, prowadząca wody z jeziora Brzozolasek. Odpływ wody następuje również rzeką Rybnicą w kierunku południowym do pobliskiego jeziora Pogubie Małe. Od zachodniej strony jeziora wypływa rzeka Zimna.
Jezioro znajduje się na terenie rezerwatu przyrody "Jezioro Pogubie Wielkie" (ornitologiczny rezerwat przyrody).
Pogubie Wielkie zakwalifikowane jest do drugiej klasy czystości wód (wynik punktacji 2,4).